# 伊恩·克罗克
伊恩·洛厄尔·克罗克（英語：Ian Lowell Crocker，1982年8月31日—），出生于波特蘭，美国男子游泳运动员，在2000年、2004年和2008年三次奥运会上都获得4x100混合泳接力金牌，每次都刷新了世界纪录。曾三次打破男子100米蝶泳世界纪录，也是50.40秒的现世界纪录保持者，他还保持100米蝶泳49.07秒的短池世界纪录。曾创造100米自由泳的短池世界纪录。